# Eckhardt Möller
Eckhardt Möller (* 9. Juli 1907 in Holzburg (Schwalm-Eder-Kreis); † 26. Oktober 1997 in Ascherode) war Abgeordneter des Kurhessischen Kommunallandtages Kassel. 

## Leben
Eckhardt Möller wurde als Sohn des Landwirts Hans Klaus Möller und dessen Gemahlin Anna Gnisel geboren. Nach seiner Schulausbildung erlernte er den Beruf des Landwirts. Er trat zum 1. Oktober 1931 der NSDAP bei (Mitgliedsnummer 654.658) und erhielt im Jahre 1933 als deren Vertreter ein Mandat im Kurhessischen Kommunallandtag des Regierungsbezirks Kassel. Möller nahm am Zweiten Weltkrieg teil und war Oberleutnant zur See auf einem Minensuchboot.
Von 1956 bis 1970 war er Mitglied des Gemeinderats von Ascherode und anschließend bis 1978 Stadtverordneter in Schwalmstadt.